# Christina Riegel
Christina Riegel (ur. 2 kwietnia 1971 w Eisenstadt) – austriacka narciarka alpejska.

## Kariera
Po raz pierwszy na arenie międzynarodowej pojawiła się w 1989 roku, startując na mistrzostwach świata juniorów w Aleyska. Zajęła tam ósme miejsce w supergigancie i szóste w gigancie.
W zawodach Pucharu Świata zadebiutowała 17 stycznia 1993 roku w Cortina d’Ampezzo, gdzie nie ukończyła pierwszego przejazdu w slalomie. Pierwsze punkty wywalczyła 28 marca 1993 roku w Åre, gdzie zajęła trzecie miejsce w slalomie. Tym nie tylko zdobyła pierwsze pucharowe punkty, ale od razu stanęła na podium. W zawodach tych wyprzedziły ją jedynie Vreni Schneider ze Szwajcarii i kolejna Austriaczka, Karin Köllerer. Było to jej jedyne pucharowe podium. W sezonie 1992/1993 zajęła 72. miejsce w klasyfikacji generalnej.
Nie startowała na igrzyskach olimpijskich ani na mistrzostwach świata.

## Osiągnięcia

### Mistrzostwa świata juniorów
| Miejsce | Dzień      | Rok  | Miejscowość | Konkurencja | Czas biegu | Strata | Zwyciężczyni         |
| ------- | ---------- | ---- | ----------- | ----------- | ---------- | ------ | -------------------- |
| 8.      | 6 kwietnia | 1989 | Aleyska     | Supergigant | 1:20,69    | +1,68  | Sabine Ginther       |
| 6.      | 8 kwietnia | 1989 | Aleyska     | Gigant      | 2:09,19    | +1,22  | Kimberly Schmidinger |

### Puchar Świata

#### Miejsca w klasyfikacji generalnej
- sezon 1992/1993: 72.
- sezon 1993/1994: 106.

#### Miejsca na podium
1. Åre – 28 marca 1993 (slalom) – 3. miejsce